# Eventbrite
Eventbriteは、主催者のイベント計画立案や価格設定を促し、フェイスブックやツイッターなど他のソーシャル・ネットワーク・サービスと連携 させイベントの宣伝を行うオンラインチケットサービスである。サイト閲覧者はサイト内でもこれらイベントのチケットの購入が可能である。2006年に設立され、カリフォルニア州サンフランシスコに本社がある。主催者のチケット代金の2.5パーセント及びチケット一枚に対し99セントの販売手数料を請求し収入源としているが、無料のイベントの場合は利用料を請求していない。SalesforceやMailChimp、Wordpress、Boomsetなどの団体とAPI利用について提携しており、自社開発のAPIキーを他のサードパーティーが営利目的で利用することも認めている。

## アプリ
チケット販売数や出席者数などを確認できる “Entry Manager" と、クレジットカード決済によるチケット購入手続き を行える "At The Door" を提供している。前者はiPhone及びAndroidで利用可能であり、利用者ページのリンクに進むことで過去に実施したイベントの詳細や参加者による感想などが閲覧できる。